# Weltraumbestattung

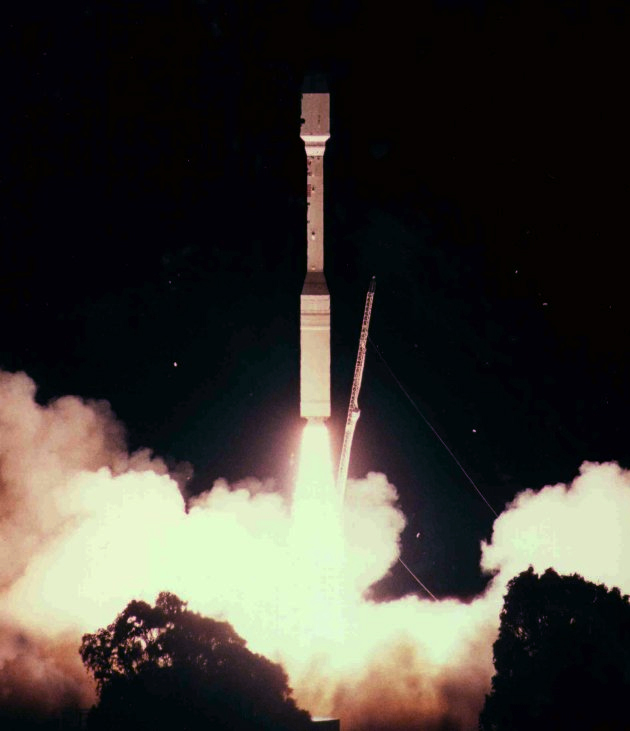
Start einer Celestis-Weltraumbestattungskapsel auf einer Taurus-2210-Rakete am 10. Februar 1998

Als Weltraumbestattung wird das Verbringen von Teilen der Asche eines kremierten Verstorbenen in den Weltraum bezeichnet. Die eigentliche Bestattung findet dabei oft nicht im Weltraum statt, da die Urnen bei preiswerteren Angeboten mitsamt Inhalt wieder zurück zur Erde fallen beziehungsweise in der Atmosphäre verglühen. Manche Anbieter sprechen heute nicht mehr von einer Bestattung, sondern von einem memorial (Gedenken).
Die erste bekannte Weltraumbestattung fand von 1997 bis 2002 im Auftrag des US-Unternehmens Celestis statt. 24 Miniurnen befanden sich während dieses Zeitraums an einer ausgebrannten Pegasus-Raketenstufe in einer Erdumlaufbahn.

## Durchführung
Wegen der hohen Transportkosten wird nach der Kremation nur ein Teil der Asche ins Weltall transportiert. Die Urne verlässt dann entweder auf einer Fluchtbahn die Erde und verbleibt dauerhaft im Weltraum, oder sie wird in eine Erdumlaufbahn gebracht und verglüht früher oder später wie eine Sternschnuppe in der Erdatmosphäre, oder sie befindet sich an Bord eines suborbitalen Flugs nur kurz im All.
Der Preis für „Bestattungen“ in einer niedrigen Erdumlaufbahn wurde im Jahr 2013 von kommerziellen Anbietern mit 11.000 Euro angegeben, bei einer Bestattung auf dem Mond mit 25.000 Euro. Seitdem haben sich die Preise in etwa halbiert; die Beförderung in eine Erdumlaufbahn wird teils auch schon für wenige tausend Euro angeboten.

## Chronik der Weltraumbestattungen
Prominente, deren Asche mitgeführt wurde, sind unter den jeweiligen Flügen aufgelistet. Aufgeführt sind nur Flüge, die eine Erdumlaufbahn erreichen oder die Erde auf einer Fluchtbahn verlassen sollten. Die grün markierten Bestattungsflüge befinden sich mit Stand Januar 2024 immer noch im Weltraum, die blauen erreichten die Mondoberfläche. Alle übrigen fielen inzwischen wieder zurück zur Erde. Für Satelliten, die noch die Erde umkreisen, ist jeweils deren Cospar-ID angegeben.
- 21. April 1997: Erste Weltraumbestattung von Celestis, 24 Mikrournen in eine niedrige Erdumlaufbahn, fest angebracht an der oberen Stufe einer Pegasus-XL-Trägerrakete; Wiedereintritt in die Atmosphäre am 21. Mai 2002.[3][4]
  - Krafft Ehricke (1917–1984), Raumfahrtpionier
  - Timothy Leary (1920–1996), Psychologe, LSD-Befürworter und Psychonaut
  - Gerard O’Neill (1927–1992), Raumfahrtpionier
  - Gene Roddenberry (1921–1991), Schöpfer von Star Trek
- 7. Januar 1998: 1 Mikrourne an Bord der Mondsonde Lunar Prospector, die auf der Mondoberfläche aufschlug.
  - Eugene Shoemaker (1928–1997), Astronom
- 10. Februar 1998: 30 Mikrournen in eine niedrige Erdumlaufbahn an Bord der oberen Stufe einer Taurus-Trägerrakete. Wegen der relativ hohen Umlaufbahn werden diese Urnen sehr lange im All verbleiben. Sie wurden in einen Orbit von 781 × 883 km Höhe gestartet und kreisten im Jahr 2023 noch 773–865 km hoch um die Erde.[5] (Cospar-ID 1998-007D)
- 21. Dezember 1999: 36 Mikrournen in eine niedrige Erdumlaufbahn an Bord der oberen Stufe einer Taurus-Trägerrakete; Wiedereintritt in die Atmosphäre am 5. August 2023.[6]
- 21. September 2001: 43 Mikrournen an Bord einer Taurus-Trägerrakete – Fehlschlag, keine Erdumlaufbahn erreicht.
- 19. Januar 2006: 1 Mikrourne an Bord der Raumsonde New Horizons, die voraussichtlich im Jahr 2043 das Sonnensystem verlassen wird.
  - Clyde Tombaugh (1906–1997), Astronom[7]
- 3. August 2008: 208 Mikrournen an Bord einer Falcon-1-Trägerrakete – Fehlschlag, keine Erdumlaufbahn erreicht.[8]
  - Gordon Cooper (1927–2004), Astronaut
  - James Doohan (1920–2005), Schauspieler („Scotty“ in „Raumschiff Enterprise“)
- 22. Mai 2012: Wiederholung des fehlgeschlagenen Flugs von 2008 mit zurückbehaltenen Ersatzmengen der Aschen. Die Kapseln waren diesmal an der oberen Stufe einer Falcon-9-Rakete befestigt, die ein Dragon-Raumschiff zur ISS startete. Wiedereintritt in die Atmosphäre am 27. Juni 2012.[9]
- 4. November 2015: Erster Weltraumbestattungsversuch des Unternehmens Elysium Space, Mikrournen als Unternutzlast des Satelliten „Supernova-Beta“ beim ersten und einzigen Flug der Rakete Super Strypi – Fehlschlag, keine Erdumlaufbahn erreicht.[10]
- 3. Dezember 2018: Ca. 100 Mikrournen mit dem Satelliten Elysium Star 2 auf einer Falcon 9 in eine sonnensynchrone Umlaufbahn. (Cospar-ID 2018-099C)
- 25. Juni 2019: Ca. 200 Mikrournen an Bord des Satelliten OTB auf einer Falcon Heavy in eine niedrige Erdumlaufbahn.[11] Wegen der Bahnhöhe von zunächst über 700 km wird der Satellit sehr lange im Erdorbit verbleiben. (Cospar-ID 2019-036C)
- 24. Januar 2021: Mikrournen mit dem Falcon-9-Flug Transporter-1 in eine sonnensynchrone Umlaufbahn.[12] (Cospar-ID 2021-006CB)
- 1. April 2022: Erste Weltraumbestattung des japanischen Unternehmens Space NTK mit dem Falcon-9-Flug Transporter-4. Der Behälter war fest an der oberen Raketenstufe montiert, die innerhalb weniger Stunden[13] nach dem Start wieder zurück zur Erde fiel. Es war auch die Asche eines Hundes an Bord.[14]
- 25. Mai 2022: 47 Mikrournen in dem Satelliten VariSat 1C, vom Falcon-9-Flug Transporter-5 in eine sonnensynchrone Umlaufbahn gebracht.[15][16] (Cospar-ID 2022-057AL)
- 15. April 2023: 106 Mikrournen in einem Behälter an der oberen Raketenstufe des Falcon-9-Flugs Transporter-7.[17][18] Der Bestattungsflug endete innerhalb weniger Stunden mit dem Wiedereintritt der Raketenstufe in die Erdatmosphäre.
- 8. Januar 2024: Mikrournen in einem Behälter an der Centaur-Raketenoberstufe des Mondflugs Peregrine Mission One in einer Umlaufbahn um die Sonne.[19][20][21]
  - Gene Roddenberry (1921–1991), Schöpfer von Star Trek
  - James Doohan (1920–2005), Darsteller der Star-Trek-Figur Scotty (zweite Weltraumbestattung nach missglücktem Versuch 2008)
  - DeForest Kelley (1920–1999), Darsteller der Star-Trek-Figur Dr. McCoy
  - Nichelle Nichols (1932–2022), Darstellerin der Star-Trek-Figur Lieutenant Uhura
- 8. Januar 2024: Mikrournen an Bord des Mondlanders der Peregrine Mission One, welcher nach zehn Tagen zurück auf die Erde stürzte. Geplant war eine zweite Mondbestattung.
- 16. August 2024: Mikrournen an Bord des Satelliten „Troop F2“ in einer sonnensynchronen Umlaufbahn.[22] (COSPAR-ID 2024-149CT)
- 23. Juni 2025: Mikrournen an Bord der Raumkapsel Nyx „Mission Possible“, die – wie geplant – nach drei Stunden zurück zur Erde fiel.[23]

## Kritik
Nach den ethischen Grundsätze der International Cremation Federation (ICF) gilt: „Die Asche einer Person ist grundsätzlich unteilbar.“ Dies widerspricht der Praxis, nur Teile der Asche eines Verstorbenen in den Weltraum zu bringen.
Gegen die beiden Mondbestattungen protestierte jeweils der Präsident des Indianerreservats Navajo Nation. Der Mond sei für die Navajo heilig; seine Nutzung als Friedhof sei für sie und für viele andere Indianervölker verstörend und inakzeptabel.